# Robert Odongkara
Robert Odongkara (né le 2 septembre 1989 à Kampala en Ouganda) est un joueur de football international ougandais, qui évolue au poste de gardien de but.

## Biographie

### Carrière en sélection
Il joue son premier match en équipe d'Ouganda le 3 mars 2010, en amical contre la Tanzanie (victoire 2-3).
Il participe la même année à la Coupe CECAFA des nations. L'Ouganda se classe troisième de cette compétition. Il dispute l'année suivante à nouveau la Coupe CECAFA des nations.
En janvier 2017, il dispute la Coupe d'Afrique des nations organisée au Gabon. Lors du tournoi, il joue un match contre le Mali (score : 1-1).
Il joue trois matchs rentrant dans le cadre des éliminatoires du mondial 2014, et un match lors des éliminatoires du mondial 2018.

## Palmarès
| Villa - Coupe d'Ouganda (1) : - Vainqueur : 2008-09. - Coupe Kagame : - Finaliste : 2008. |  | Uganda Revenue Authority - Championnat d'Ouganda (1) : - Champion : 2010-11. - Coupe d'Ouganda : - Vainqueur : 2010-11. |  | Saint-George - Championnat d'Éthiopie (4) : - Champion : 2011-12, 2013-14, 2014-15 et 2015-16. - Vice-champion : 2012-13. - Coupe d'Éthiopie : - Vainqueur : 2015-16. - Finaliste : 2012-13. |